# Капюрон, Рене
Рене Поль Ремон Капюрон (фр. René Paul Raymond Capuron или фр. René Capuron, 1921 — 24 августа 1971) — французский ботаник.

## Биография
Рене Поль Ремон Капюрон родился в 1921 году.
В течение 1950-х и 1960-х годов Капюрон был ответственен за работу по древесной флоре Мадагаскара. Он описал более 360 видов растений. Вид Takhtajania perrieri был впервые описан им в 1963 году в составе рода Bubbia, известного из Австралии, Новой Каледонии и острова Лорд-Хау.
Рене Поль Ремон Капюрон умер 24 августа 1971 года.

## Научная деятельность
Рене Поль Ремон Капюрон специализировался на семенных растениях.

## Научные работы
- Essai d'introduction à l'étude de la flore forestière de Madagascar, Tananarive, Inspection Générale des Eaux & Forêts, 1957, 125 p.
- Rhopalocarpacées, dans: Flore de Madagascar et des Comores, vol. 127, Paris, 1963, 41 p.
- Révision des Sapindacées de Madagascar et des Comores, dans: Mémoires du Muséum national d'histoire naturelle, t. 19, Paris, 1969, 189 p.

## Почести
В его честь были названы следующие виды растений:
- Ruellia capuronii Benoist[7]
- Operculicarya capuronii Randrian. & Lowry[8]
- Ambavia capuronii (Cavaco & Keraudren) Le Thomas[9].